# Urbain VII
Pour les articles homonymes, voir Urbain.
Giovanni Battista Castagna, né le 4 août 1521 à Rome et mort le 27 septembre 1590 dans la même ville, est le 228e évêque de Rome et donc pape de l’Église catholique sous le nom d'Urbain VII (en latin Urbanus VII, en italien Urbano VII) du 15 au 27 septembre 1590. Son pontificat demeure le plus court de l'histoire de la papauté.

## Biographie
Élu pape le 15 septembre 1590, comme successeur de Sixte V, Giovanni Battista Castagna règne sous le nom d'Urbain VII pendant seulement douze jours, avant de mourir de la malaria, sans avoir été intronisé. Cela fait de son pontificat le plus court de toute l'histoire de la papauté.
Enterré dans la basilique du Vatican, son corps est transféré à l’église de Santa Maria Sopra Minerva en 1606.
On attribue parfois au court passage pontifical d'Urbain VII l'apparition de la première interdiction de fumer connue au monde. Ainsi, il menaçait d'excommunier quiconque prendrait du tabac dans un édifice religieux,.

## Succession apostolique
Urbain VII a ordonné les évêques suivants :
- Archevêque Luis Zapata de Cárdenas (es), O.F.M. (1571)
- Cardinal Carlo Conti (1585)
- Évêque Giovanni Alberti (no) (1586)
- Évêque Cristóbal Senmanat y Robuster (en) (1587)